# Водяники (Витебская область)
Водяники (бел. Вадзянікі) — деревня в Городокском районе Витебской области Белоруссии. Входит в состав Езерищенского сельсовета. Находится в 8 км к востоку от деревни Гурки на берегу речки Огнеш.